# Ismailia Canal
Ismailia Canal (arabiska: ترعة الاسماعيلية) är en kanal i Egypten. Den ligger i den norra delen av landet.